# Йоган Віганд
Йоган (Іван Іванович) Віганд (нім. Johann Wiegand; 1744–1808) — ординарний професор загальної історії Московського університету, архітектор.

## Життєпис
Син пастора. Народився у містечку Венцлебен під Магдебургом у Німеччині. Навчався в гімназії у місті Щецин, після закінчення якої вступив на богословський факультет університету в Галлі.
За бажанням батька, щоб виховувати дорослих, перш за прийняття сану він повинен був навчитися виховувати дітей і для цього кілька років попрацювати вчителем. У 1764 року він приїхав до Російської імперії, зайнявши місце домашнього вчителя у ній дворян Хомутових. Як багато років потому він згадував:

я не знав російської мови і міг розмовляти тільки з моїми вихованцями французькою або німецькою, зі сторонніми ж зовсім не міг порозумітися. Це мене збентежило, до того ж, я бачив запальний характер мого патрона, який одного разу так розсердився на мене, що погрожував відмовити мені від місця, і мені довелося б залишитися в глибині Литви, абсолютно безпорадному і загинути в її неозорих лісах від диких звірів!

Незабаром він опинився в Санкт-Петербурзі, потім жив у Москві та українському Харкові, де став гувернером чотирирічного сина харківського поміщика Петра Щербиніна, що жив у селі Бабаївка Харківського повіту Харківської губернії. Йоган здобув у Щербиніних повну довіру – тому, чотирирічний Андрій Щербинін був повністю під його наглядом. Навіть уночі сплячу дитину переносили з жіночої половини до кімнати гувернера. Він також складав візерунки для вишивання та плетіння.
Крім того, Віганд, як архітектор, імовірно брав участь у побудові храму у Бабаях, точної копії протестантської церкви у Санкт-Петербурзі, напроти дому Щербиніних. Також він керував спорудженням капітальних господарських споруд (наприклад, льохів, що існують й досі після повної перебудови будинку). Йоган Віганд подружився з усіма членами родини Щербиніних, супроводжував їх у поїздках за кордон та був увіковічений у сімейному портреті, намальованому художником Брандтом.
У Харкові він познайомився з членом євангелічного братства гернгутерів Йоганном Фрідріхом Паулі і в 1770 році відвідав їх поселення в Сарепті, на Нижній Волзі. Під час подорожі з дітьми Петра Щербиніна в Німеччині в 1775 році він був прийнятий в братство гернгутерів. Повернувшись до Російської імперії, спочатку жив у Санкт-Петербурзі, потім, залишивши Щербиніних, — у Сарепті, звідки восени 1782 року за рішенням громади вирушив до Москви, де мав клопотати про звільнення будинків гернгутерів від поліцейських повинностей, а також змінити колишнього керівника представництва, проповідника Франца Гельтергофа, після сімнадцятирічної служби в університеті, який вийшов у відставку.
Вступив до Московського університету на посаду естраординарного професора загальної історії завдяки заступництву куратора Івана Меліссіно . Курс його лекцій починався зі «допоміжних наук»; потім він викладав давню, середньовічну історію (куди включав відомості про Візантійську та Османську імперії) та нову історію; завершував курс статистичним нарисом сучасних держав. Віганд читав лекції російською мовою і за його словами, вони «так подобалися молоді, що вона стікалася в мою аудиторію з різних факультетів» .
У червні 1793 року Віганд залишив університет і поїхав із сім'єю до Санкт-Петербурга — знову у напрямку старшин сарептських гернгутерів, — щоб зайняти місце голови торговельного дому братів. У 1800 році він був відкликаний в Сарепту, де до останніх днів виконував обов'язки співголови громади. Наприкінці життя написав мемуари про своє життя та діяльність у Російській імперії .
Був одружений з Сарою-Доротеєю Ферберін. У них 14 квітня 1792 року народився син Генріх (Андрій) .